# جیمز چیسول
جیمز چیسول (انگلیسی: James Chiswell؛ زادهٔ ۲۹ مارس ۱۹۶۴) فرد نظامی اهل بریتانیا است. وی همچنین برندهٔ جوایزی همچون صلیب نظامی شده‌است.
حرفه نظامی
چیسول در سال 1983 به هنگ چتر نجات اعزام شد. او در سپتامبر 2000 در عملیات باراس در سیرالئون شرکت کرد و به خاطر آن نشان صلیب نظامی به او اعطا شد.
چیسول در سال 2004 افسر فرماندهی گردان دوم، هنگ چتر نجات شد و گردان خود را در عراق رهبری کرد. سپس او به عنوان دستیار رئیس ستاد با مسئولیت عملیات جاری به ستاد مشترک دائمی نورث وود فرستاده شد. او در سال 2008 به عنوان افسر ارتباط با رئیس ستاد مشترک در واشنگتن دی سی و فرمانده تیپ 16 حمله هوایی در دسامبر 2008 به عنوان فرمانده نیروی ویژه هلمند خدمت کرد، زمانی که این تیپ در اکتبر 2010 به افغانستان اعزام شد. چیسول منصوب شد. فرمانده اعظم امپراتوری بریتانیا در سپتامبر 2011 به پاس قدردانی از خدماتش در افغانستان. او در اکتبر 2012 به عنوان افسر کل فرماندهی لشکر 1 زرهی و مدیر نیروهای ویژه در سال 2015 منصوب شد. چیسول در 22 سپتامبر 2018 از ارتش بریتانیا بازنشسته شد.